# El Serrat (la Pinya, la Vall d'en Bas)
El mas Serrat de la Pinya és un dels masos més antics de La Pinya. Tot i que no és fins al 1382 que apareix documentat Bernat de Serrat, es creu que el mas ja existia.

## Història del mas Serrat
Els Serrat tenien terres i cases sota el domini directe de l'abat de Ripoll i dels Balbs. A principis del segle XX posseïen els patrimonis del Serrat (La Pinya), Rovira (Sant Esteve d'en Bas), Casademont (Sant Aniol de Finestres), La Plana (Begudà), Güell (Besalú), Carbonell (Sant Gregori) i La Plana (Brunyola).

## Canvis de propietat
El cognom es va perdre en el moment en què la pubilla Rosa Serrat Massegur es va casar amb D. Josep Collellmir Torroella. Ella era filla del hisendat D. Bartomeu Serrat Corominola i de Rosa Massegur Matabosch, i ell, fill de D. Francesc Collellmir Planella (hereu del mas Collellmir de Santa Pau) amb Rosa Torroella de Vilar-Ombert (pubilla del mas Torroella de Santa Pau) (4-1-1836). Posteriorment, els béns passaren als Plana de Begudà, descendents directes de les famílies Barcelona, Aragó, Castella, Cardona, Queralt, Cervelló, Peguera, Tord, Montcada, Prat de Sant Julià, Rocaberti i Cartellà, entre d'altres.

## Patrimoni dels Plana
En aquell moment, els Plana acumulaven un important patrimoni repartit en diferents municipis. Un fill del Serrat D. Esteve Plana Collellmir es casà amb la pubilla Joaquima Rovira Aurich de Can Rovira de Sant Miquel de Campmajor.